# Puerto Piray
Puerto Piray is een plaats in het Argentijnse bestuurlijke gebied Montecarlo in de provincie Misiones. De plaats telt 8.557 inwoners.